# Kurt Van Lancker
Kurt Van Lancker (né le 21 septembre 1971 à Zottegem,) est un coureur cycliste belge, actif des années 1980 à 2000.

## Biographie
En fin d'année 1993, Kurt Van Lancker devient stagiaire dans la structure italienne GB-MG Boys Maglificio. Il évolue ensuite au niveau professionnel entre 1994 et 2003 au sein de diverses équipes belges. Principalement équipier, il participe à deux reprises au Tour d'Italie, avec la formation Lotto-Adecco. Il remporte également la Flèche de Liedekerke en 1996. 

## Palmarès et résultats

### Palmarès par année
- 1992
  - 2e de Vaux-Eupen-Vaux
- 1993
  - Bruxelles-Opwijk
  - 2e de la Flèche ardennaise
  - 2e du Grand Prix du Haut-Escaut
  - 3e de la Flèche flamande
  - 3e du Grand Prix Briek Schotte
- 1996
  - Flèche de Liedekerke
- 2001
  - 2e de l'Omloop Groot Oostende

### Résultats sur les grands tours

#### Tour d'Italie
2 participations
- 2001 : 78e
- 2002 : abandon (5e étape)